# Gerhard Atze
Gerhard Atze (urkundlich 1196 in Thüringen erwähnt; † nach 1205) war ein Dienstmann des Landgrafen Hermann I., auf den zwei Lieder Walther von der Vogelweides um 1204 und 1205 Bezug nehmen. 

## Leben
Außer einer urkundlichen Erwähnung als Zeuge im Jahr 1196 – möglicherweise auch im Jahr 1252 – ist über Gerhard Atze nichts Weiteres bekannt. Er dürfte um 1200 als Ministeriale oder als Beamter am thüringischen Hof gewirkt haben. Um seine vermutlich etwas eigenwillige Person ranken sich zwei der frühesten deutschen Gedichte aus der Hand Walthers von der Vogelweide (die Lieder 104, 7–22 und 82, 11–23). Das Lied Mir hât Hêr Gèrhart Atze ein pfert eschozzen zisenache handelt von einem skurrilen Rechtsstreit vor dem gemeinsamen Dienstherr, dem Landgrafen. Ausgelöst wurde der Rechtsstreit dadurch, dass Gerhard Atze Walther in Eisenach ein drei Mark wertes Pferd erschlagen haben soll, weil ein mit diesem verwandtes Pferd früher Gerhard Atze einen kleinen Finger abgebissen hatte. Walther sollte im Verfahren die absurde Behauptung einer Sippenhaft der Pferde widerlegen. Der Rahmen ist fiktiv und gibt Atze dem Spott preis. Der vorgegebene Verlust des kleinen Fingers drohte eine Bestrafung wegen Meineides nach sich zu ziehen. Auch in einem zweiten Gedicht zog Walther über Gerhart Atze her. Ein Knappe hatte die Wahl, entweder auf einer goldenen Katze oder auf Gerhart Atze zu reiten: Weder ritest gerner eine guldîn katzen, / alder einen wunderlìchen Gêrhart Atzen, womit Walther nach Jacob Grimm Atze einem Esel gleichsetzte.